# Tank LK I/LK II
Tanky LK I a LK II (Leichter Kampfwagen I a II) byly prototypy německých lehkých tanků vyvinuté během krátké doby na sklonku 1. světové války na jaře 1918. Měly být lehčí a levnější variantou připravovaných těžkých tanků K-wagen a Sturmpanzerwagen A7V. Do června 1918 však byly dokončeny pouze dva prototypy a armádní objednávka na 580 tanků LK II nebyla nikdy realizována.

## Historie
Tank LK I navrhl šéfkonstruktér armádního oddělení motorových vozidel inženýr Joseph Vollmer. Použil přitom již existující automobilový podvozek firmy Daimler, který upravil pro pásový pohon. Návrh vycházel z konstrukce obrněných automobilů a zachovával motor uložený vpředu a za ním umístěnou kabinu řidiče. Jednalo se o první německé obrněné bojové vozidlo vybavené věží s jedním kulometem MG 08 ráže 7,92 mm, neboť podle tehdy převládající vojenské doktríny potřeboval tzv. jezdecký tank, jehož úkolem bylo využít mezery v nepřátelské obraně k průniku za jeho bojové linie, především rychlost. LK I se záhy stal něčím jako zkušebním vozidlem pro následující LK II.
Také tank LK II navrhl inženýr Joseph Vollmer. Šlo o vývojového nástupce tanku LK I, který již mohl být ovlivněn francouzským tankem Renault FT-17. Oproti konstrukci svého předchůdce však měl již otočnou dělovou věž vybavenou buď 37mm kanónem Krupp, nebo 57mm dělem Maxim-Nordenfelt. Díky 8–14 mm silnému pancéřování stoupla jeho hmotnost z 6,9 t na 8,75 t. Jako jeho předchůdce poháněl i LK II benzinový čtyřválec Daimler-Benz model 1910 o výkonu 60 koní (44,7 kW), jenž mu umožňoval jízdu rychlostí 14–18 km/h a dojezd 65–70 km. Plánovaná sekundární zbraň, jíž měl být kulomet Maxim ráže 7,92 mm, zůstala jen ve stadiu projektu.